# Парламентские выборы в Великобритании (1959)
Парламентские выборы в Великобритании 1959 года прошли 8 октября 1959 года. Консерваторы, возглавляемые Гарольдом Макмилланом, победили на выборах и увеличили отрыв от лейбористов во главе с Хью Гайтскеллом до 107 мест в Палате общин.

## Предвыборная кампания
Суэцкий кризис, одним из главных виновников которого были Великобритания и лично премьер-министр Энтони Иден, пошатнул позиции консерваторов, и опросы общественного мнения показывали бо́льшую поддержку лейбористов. Однако Иден ушёл в отставку в 1957 году, и новый премьер-министр от консерваторов Гарольд Макмиллан, сконцентрировавшись на вопросах экономического развития и добившись положительной динамики роста экономики и роста уровня жизни, вернул партии популярность, и в сентябре 1958 года консерваторы опередили лейбористов по популярности.
Однако на итоги выборов повлияли и действия лейбористов. Так, раздавая предвыборные обещания, Хью Гайтскелл допустил ошибку, пообещав, что в случае прихода к власти лейбористы не будут повышать налоги. При этом лейбористы обещали увеличить социальные расходы. В то же время, было известно, что для правительство консерваторов было вынуждено сокращать социальные и иные расходы из-за угрозы бюджетного дефицита.

## Результаты выборов
| Партия                   | Лидер             | Голосов    | %    | Мест | Δ мест |
| ------------------------ | ----------------- | ---------- | ---- | ---- | ------ |
| Консерваторы             | Гарольд Макмиллан | 13 750 875 | 49,4 | 365  | ▲ 20   |
| Лейбористы               | Хью Гайтскелл     | 12 216 172 | 43,8 | 258  | ▼ 19   |
| Либералы                 | Джо Гримонд       | 1 640 760  | 5,9  | 6    | 0      |
| Партия Уэльса            |                   | 77 571     | 0,3  | 0    | 0      |
| Шинн Фейн                |                   | 63 415     | 0,2  | 0    | ▼ 2    |
| Коммунисты               |                   | 30 896     | 0,1  | 0    | 0      |
| ШНП                      |                   | 21 738     | 0,1  | 0    | 0      |
| Независимые консерваторы |                   | 14 118     | 0,1  | 1    | ▲ 1    |